# Parque de Ciclismo de Tampines
O Tampines Bike Park está localizado na área Este de Singapura, numa área de cerca de 60 hectares com trilho de ciclismo de montanha.

## Sobre o Parque
O trilho existente é de 7km, com subidas e descidas tipo downhill, prometendo aos atletas um ambiente desafiante mas gratificantemente competitivo. O trilho está actualmente a ser melhorado, para ser mais desafiante a nível técnico.
A parte do parque destinada à prática de BMX está actualmente a ser usada pelos fãs de BMX de Singapura. Será desenvolvido para uma pista de corridas BMX a larga escala para acolher os maiores eventos internacionais.
O Tampines Bike Park acolheu a Corrida de Ciclismo de Montanha regional "Phat Tyre Sunday Mountain Bike Race" em 2007, contando com mais de 260 participantes provenientes da Indonésia, Malásia, Filipinas e Singapura.

## Jogos Olímpicos da Juventude de 2010
O parque acolherá provas de ciclismo de montanha e de BMX nos Jogos Olímpicos de Singapura 2010, e está relativamente perto da Aldeia Olímpica da Juventude, a cerca de 30 minutos de viagem.